# Bressaucourt
Bressaucourt est une localité et une ancienne commune suisse du canton du Jura.

## Toponyme
Le toponyme est formé d'un nom de personne germanique (Bersald, Bersold, Bersoaldus ou Bersoard) et du suffixe roman -corte (ferme, domaine agricole, hameau).
Sa forme en patois ajoulot est Pchâcoué.

## Population

### Surnom
Les habitants de la localité sont surnommés les Gueules de Four ou lé Foué en patois ajoulot.

### Démographie
La localité compte 276 habitants en 1770, 300 en 1818, 410 en 1850, 399 en 1860, 506 en 1900, 354 en 1950, 357 en 1990, 372 en 2000, 416 en 2010 et 426 en 2012.

## Histoire
Le 1er janvier 2013, la commune a fusionné avec celle de Fontenais.